# Sepioloidea magna
Sepioloidea magna is een inktvissensoort uit de familie van de Sepiadariidae. De wetenschappelijke naam van de soort is voor het eerst geldig gepubliceerd in 2009 door A. Reid.